# 维耶雷迈

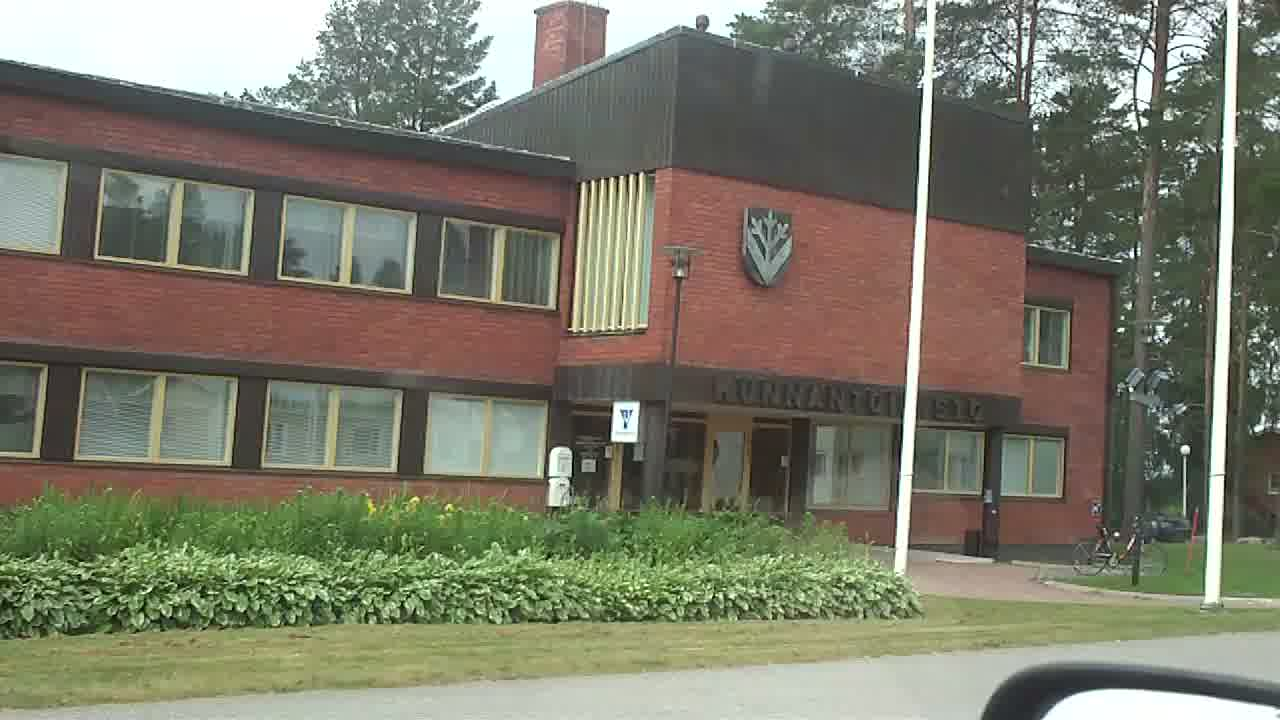
维耶雷迈市政厅

维耶雷迈（芬蘭語：Vieremä）是芬蘭北薩沃尼亞區的市镇，位於該國中部，距離伊薩爾米24公里，始建於1922年，面積973平方公里，2013年人口3,964，人口密度為每平方公里4.28人。

## 外部連結
- 维耶雷迈市镇官方网站 （页面存档备份，存于） （文）